# Riksmötet 1981/1982
Riksmötet 1981/82 var Sveriges riksdags verksamhetsår 1981–1982. Det pågick från riksmötets öppnande den 6 oktober 1981 till riksmötets avslutning den 12 juni 1982.
Riksdagens talman under riksmötet 1981/82 var Ingemund Bengtsson (S).